# Minerve (Gentileschi)
Pour les articles homonymes, voir Minerve.
Minerve est un tableau réalisé vers 1635-1639 par la peintre italienne Artemisia Gentileschi. De format vertical, cette huile sur toile est une peinture mythologique qui représente Minerve, la déesse romaine de la sagesse, de l'intelligence et de la stratégie militaire. Vêtue d'une robe d'un rose pourpré dont s'échappe l'un de ses seins, la jeune femme est coiffée d'une couronne de laurier et tient une lance et un rameau d'olivier. Elle est assise devant un fond neutre à côté de son égide ornée de l'effigie de la Gorgone, laquelle accueille la signature de l'artiste. L'œuvre est conservée depuis 1926 à la galerie des Offices, à Florence.